# 박관우 (미술인)
박관우(1990년 ~ )는 대한민국의 예술가이다. 1990년 서울특별시에서 태어났으며, 설치미술을 비롯하여 퍼포먼스, 영상, 구성된 상황에 이르기까지 다양한 매체를 통해 작업한다.
홍익대학교에서 디지털미디어디자인을 공부한 작가는 자의식적 경험의 현상성과 상호작용을 다루는 실험들을 선보이며 작업을 시작했다. 이후 미술관과 대안공간 등에서 디자이너로 일하던 중 진로를 변경,영국으로 건너가 영국왕립예술대학교(Royal College of Art)에서 순수미술 조소를 다시 전공한다.
재학시절, 영국의 Ashurst Emerging Artist Prize, 포스코 미술관 신진작가전, 현대자동차그룹 제로원 크리에이터, 등에 선정된 작가는, 졸업 후 귀국하여 인사미술공간, 우민아트센터 등에 초대되어 전시하였으며, 월간 <퍼블릭아트>지의 2021 뉴히어로에 선정되었다. 국립현대미술관 고양레지던시(17기), 호반문화재단 H-ART LAB (2기) 입주작가로 활동하였으며, 홍익대학교, 국립현대미술관에 초대되어 강의하였다. 2020년 개인전 <이해할 수 없는 문제에 관하여>, 2021년 개인전 <늑대와 함께 춤을> 등 을 발표하였다.

## 학력
- 2019년 영국왕립예술대학교 순수미술 조소과 석사 졸업
- 2015년 홍익대학교 디지털미디어디자인 전공 학사 졸업

## 수상
- 2021년 월간 퍼블릭아트지 선정 뉴히어로